# Diego Avarelli
Diego Avarelli (18 de febrero de 1867 - 25 de noviembre de 1939) fue un magistrado italiano.

## Biografía
Hijo de Genaro Avarelli (1814-1890) y de la noble Raquel Barone dei patrizi di Tropea (1832-1915), su padre funcionario de la provincia de Calabria Ulteriore Seconda primero, y posteriormente administrador de algunas oficinas de impuestos en Calabria, pertenecía a una familia adinerada de Crotone.
Nació en una familia numerosa con trece hermanos. Los recursos económicos familiares le permitieron cursar estudios serios y profundos. A esto le siguió una breve experiencia militar, durante la cual por Real Decreto del 19 de octubre de 1889, fue nombrado subteniente del ejército permanente.
En 1890, murió padre y pocos años después se reunió con su hermano Francisco, quien se había mudado a Roma. Allí su hermano ya había conseguido un puesto en el Tribunal de Cuentas, uniéndose en 1893 como voluntario. Pronto, su madre hermanas y hermanos menores también se mudaron a la capital del entonces reino italiano.
En 1902 se casó con Amelia Scarlatti, de una familia adinerada de origen florentino. Vivieron durante los primeros años de su matrimonio, en un pequeño edificio que la familia de su esposa poseía en el barrio de Castro Pretorio. Allí nacieron sus tres hijos: Genaro, Antonia y Walter.
Era un gran aficionado a los juegos de cartas, y disfrutaba especialmente del póker en el Circolo della Stampa de Roma. Su pasión pronto se extendió a toda la familia, incluyendo a su hija Antonia. Los juegos de cartas también fueron la principal causa de la pérdida de gran parte de su fortuna.

## Carrera
Nombrado voluntario en diciembre de 1893, Avarelli trabajó en el Tribunal de Cuentas hasta su jubilación el 18 de febrero de 1937. Sus capacidades intelectuales y organizativas le permitieron desarrollar una carrera exitosa. En 1918, Mario Cermenati, subsecretario de Asistencia Militar y Pensiones de Guerra, dirigiéndose al presidente del Tribunal de Cuentas, lo declaró merecedor del ascenso a Jefe de Sección de primera clase. El subsecretario declaró lo siguiente sobre Avarelli:

No solo posee aptitudes excepcionales, sino que también es un profundo experto en la legislación y la jurisprudencia que se han desarrollado en este ámbito (habla de la liquidación de pensiones de guerra privilegiadas). Este funcionario, de mente clara y mente ágil, ha demostrado en su trabajo diario la calidad de un organizador experto, rapidez en la toma de decisiones, energía y tacto en la organización, y merece un elogio incondicional por haber logrado el perfecto funcionamiento del servicio que se le confió en poco tiempo.

Las habilidades de Avarelli llevaron al presidente de la Autoridad Portuaria Autónoma de Crotone a solicitar su puesta a disposición de la propia autoridad para el establecimiento de las oficinas administrativas y contables pertinentes. La solicitud, presentada en 1920, fue «recomendada por parlamentarios con autoridad», pero recibió una respuesta negativa.
Otras observaciones loables fueron las realizadas durante la era fascista por el general Attilio Teruzzi, jefe del Estado Mayor del Milicia Voluntaria para la Seguridad Nacional. Con motivo de la creación de Fondo de Pensiones para Oficiales de la Milicia, Teruzzi escribió lo siguiente al presidente del Tribunal de Cuentas, el senador Gino Gasperini:

Para preparar el trabajo preparatorio, sobre todo en la parte técnica, tendré que nombrar una Comisión en la que me gustaría incluir al Concejal Avarelli, que ya en otras ocasiones nos ha dado una apreciada contribución de competencia y experiencia específicas.

Aunque ocupó cargos importantes durante los veinte años del fascismo, Avarelli ya se había distinguido por sus méritos antes de la llegada del mismo, recibiendo cargos y honores. Se unió al Partido Nacional Fascista el 29 de octubre de 1932.
Por Real Decreto del 15 de febrero de 1937-XV Avarelli fue retirado a partir del 18 de febrero de 1937 al alcanzar el límite de edad con el título honorífico oficial de Presidente del Tribunal de Cuentas.

## Obras
- Analfabetismo y acción estatal. Revista Pedagógica (RP), III, marzo de 1910, pp. 237-246.
- El fondo de pensiones de los maestros de escuela primaria - notas sobre la Ley (Texto Consolidado) del 31 de enero de 1909, n.º 97, Sociedad Ed. Dante Alighieri, Segati y C., 1910[3]
- La causa del servicio en la pensión normal privilegiada. Diario del Tribunal de Cuentas, págs. 121-128, 1932.
- El nuevo sistema de servicios de liquidación de pensiones, Mantero, Tivoli, 1933.
- El nuevo sistema de pago de pensiones. Diario del Tribunal de Cuentas, págs. 1-9, 1934.